# アレクサンドレ・トドゥア
アレクサンドレ・トドゥア（グルジア語: ალექსანდრე თოდუა、グルジア語ラテン翻字: Aleksandre Todua、1987年11月2日 ‐ ）は、ジョージアのラグビーユニオン選手。

## 概要
ジョージア・トビリシ出身。ポジションはウィング(WTB)、センター(CTB)、フルバック(FB)。2012年にレロ・サラセンスからフランスのSCアルビに移籍したが、2014年にレロ・サラセンスに復帰。
2021年にブラックライオンへ移籍。
2008年3月29日のチェコ戦でジョージア代表デビュー。2011年と2015年と2019年のラグビーワールドカップでジョージア代表に選出された。